# Marcos Santos
Marcos Manuel Santos Bonnet (ur. 7 stycznia 1989) – portorykański zapaśnik walczący w stylu wolnym. Zajął piąte miejsce na igrzyskach panamerykańskich w 2011 i 2015; ósme w 2019 i 2024. Zdobył brązowy medal na mistrzostwach panamerykańskich w 2014 i na igrzyskach Ameryki Środkowej i Karaibów w 2018 roku.